# Walter Nemitz
Walter Friedrich Karl Nemitz (ur. 1 marca 1904 w Labes, zm. 6 stycznia 1992 w Hanowerze) – łobeski nauczyciel i muzyk,  niemiecki historyk i dokumentalista, autor III tomowej monografii o kulturze i historii Łobza i Ziemi Łobeskiej, redaktor Heimatkreiskalender Kreis Regenwalde i Labeser Heimatbriefe, autor powojennych wersji Jasełek Łobeskich (w których od roku 1921 do lat 80. występował) i pochodzącej z połowy wieku XIX Kolędy Łobeskiej, honorowy przewodniczący Heimat Labes.
Podczas swojej ostatniej podróży do Łobza w czerwcu 1988 usilnie starał się o uzyskanie zgody na pobyt stały w Polsce, w swoim ukochanym Łobzie, podając jako główny powód swoje miejsce urodzenia. Chciał w Łobzie mieszkać, tu żyć i umrzeć, i zostać pochowany na łobeskim cmentarzu. Zgoda na pobyt stały nie została mu jednak przyznana.

## Rodzina
Rodzina Nemitz od wieku XVII związana była z Ziemią Łobeską i Pomorzem Zachodnim. Burmistrzem Łobza od roku 1806 był Christlieb Lebrecht Nemitz, a jego syn urodzony w Łobzie, Ferdinand Albert Gustav Nemitz (1805-1886) był prawnikiem i parlamentarzystą Zgromadzenia Narodowego we Frankfurcie.  Ojcem Waltera Nemitza był urodzony w miejscowości Neukirchen  Gustaw Emil Albert Nemitz (1875–1954), łobeski urzędnik pocztowy nagrodzony w roku 1940 medalem za lojalną trwającą 40 lat służbę. Matką była urodzona w Klein Raddow Martha Amanda Florentine Porath (1881–1983), której huczne 100. urodziny opisano w prasie pomorskiej. Walter Nemitz był żonaty od roku 1942, gdzie w Berlinie poślubił nauczycielkę muzyki Annelise Strauchenbruch (1917–1998), na ślub ten Nemitz będący żołnierzem uzyskał specjalny urlop. W związku tym urodziło się później pięcioro dzieci i doczekał się 21 wnuków i 26 prawnuków. W czasie II wojny światowej był żołnierzem, został jeńcem i pracował w sowieckich obozach pracy (Gułag) skąd został zwolniony do odnalezionej rodziny w Altmark (NRD), gdzie był katechetą i gdzie urodziło mu się trzech synów i jedna z córek. W roku 1957 ucieka z NRD do RFN i osiada w Hanowerze, gdzie powraca do pracy w szkole.

## Działalność zawodowa, społeczna i edytorska

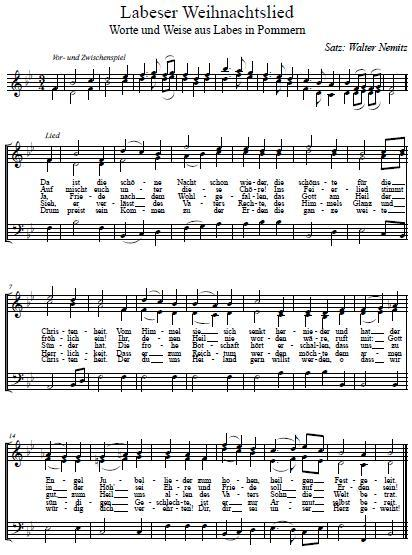
Labeser Weinachtslied

Walter Nemitz ukończył szkołę publiczną w Łobzie i następnie kształcił się przez 6 lat w drawskim wyższym gimnazjum na nauczyciela. Po ukończeniu gimnazjum pracował kolejno jako:
- Młodszy nauczyciel i nauczyciel łobeskich szkół wszystkich typów (szkoła publiczna, gimnazjum, szkoła prywatna dla dziewcząt i szkoła zawodowa) do pierwszych lat II wojny światowej
- Szef łobeskiego chóru męskiego Eintracht
- Szef łobeskiego chóru żeńskiego Lidesfreude
- Szef łobeskiego zespołu Instrumentalgruppen im Kohls Saal
- Szef żeńskiego zespołu strunowo-smyczkowego Lautenclub
- Szef łobeskich chórów i zespołów szkolnych
- Organizator corocznego festiwalu szkolnych zespołów muzycznych w Łobzie
- Od roku 1921 do lat 80. uczestnik  Jasełek Łobeskich, gdzie grał rolę św. Józefa
- W latach 1935–40 był redaktorem Heimatkreiskalender Kreis Regenwalde
- W roku 1948 zapisuje z pamięci powojenną wersję Kolędy Łobeskiej, którą następnie syn kompozytora, również muzyk, Hartmut Nemitz wprowadza do obiegu powszechnego i repertuaru adwentowego chórów niemieckich[11][12]
- W NRD (Altmark) w latach 50. był katechetą powiatowym
- W RFN (Hanower) do lat 70. był nauczycielem, kantorem i szefem miejscowego chóru Chor der Nathanael-Gemeinde
- W 1970 współautor książki Gerharda Wachholza: Heimatbuch des Kreissen Regenwalde
- W 1970 wspólnie z  Fritzem Wilke autor książki: Labes - Kreisstadt des Kreises Regenwalde, Stadt des Pommerschen Landgestüts, Buch I
- W 1972 opracował powojenną wersję Jasełek Łobeskich, które wg jego scenariusza zostały w roku 1995 wystawione w łobeskim kościele
- W 1979 autor ksiązki: Labes - Kreisstadt des Kreises Regenwalde, Stadt des Pommerschen Landgestüts, Buch II
- W roku 1983 z jego inicjatywy nadano mu dziedziczny herb rodowy[13]
- W roku 1983 autor książki zredagowanej przez Dietricha Dähna: Labes - Kreisstadt des Kreises Regenwalde, Stadt des Pommerschen Landgestüts, Buch III, co zostało stwierdzone we wstępie
- W 1984 odznaczony został  medalem Pommerschen Eichenblattes, złoto
- W 1985 Rząd RFN przyznał mu odznaczenie, Medal Zasługi Orderu Zasługi Republiki Federalnej Niemiec za działalność muzyczną w grupie Norddeutscher Musik
- Od 1986 Radaktor Naczelny i autor tekstów w Labeser Heimatbriefe
- Od 1988 Honorowy Przewodniczący Heimat Labes.
- W roku 1995 Jasełka Łobeskie wg scenariusza Waltera Nemitza zostały pierwszy raz po II wojnie światowej wystawione w  Kościele Najświętszego Serca Pana Jezusa w Łobzie.